# Шпионская игра
«Шпионская игра» — американский триллер режиссёра Бена Луина. В главной роли: Пол Радд. В широкий прокат в России вышел 2 августа 2018 года.

## Сюжет
Действие фильма разворачивается во время Второй мировой войны. В центре сюжета одарённый и всесторонне развитый Мо Берг, которому предлагают сотрудничать с Управлением стратегических служб и дают задание отправиться в гитлеровскую Германию, чтобы заполучить или убить создателя атомной бомбы.

## В ролях
- Пол Радд — Мо Берг
- Гай Пирс — Роберт Фёрман
- Марк Стронг — Вернер Гейзенберг
- Пол Джаматти — Сэмюэл Гаудсмит
- Сиенна Миллер — Эстелла Хани
- Конни Нильсен — Коранда
- Джефф Дэниэлс — Уильям Донован
- Хироюки Санада — Кавабата
- Ши Уигхэм — Джо Кронин
- Том Уилкинсон — Пауль Шеррер
- Джанкарло Джаннини — Эдоардо Амальди
- Уильям Хоуп — Джон Киран
- Пьерфранческо Фавино — Мартинузи